# Utricularia corynephora
Utricularia corynephora — вид рослин із родини пухирникових (Lentibulariaceae).

## Біоморфологічна характеристика
Квітка помаранчево-жовтий у центрі та пурпурна по краях.

## Середовище проживання
Цей вид був зареєстрований лише з М'янми (Тенасарім) і Таїланду (Чумфон). Це одна з найнепомітніших рослин у світі, тому ймовірне ширше поширення.
Населяє вологі гранітні скелі; на висотах від 180 до 750 метрів.